# فییرینگ
فییرینگ (به انگلیسی: Feering) یک روستا و محله مدنی در بریتانیا است که در Braintree واقع شده‌است. فییرینگ ۲٬۰۳۵ نفر جمعیت دارد.